# Eiji Ueda
Eiji Ueda (上田 栄治?, Ueda Eiji; Tateyama, 22 dicembre 1953) è un allenatore di calcio ed ex calciatore giapponese, di ruolo attaccante.

## Carriera

### Calciatore
Ueda gioca tutta la carriera vestendo la maglia del Fujita Kogyo, squadra con cui disputa la Japan Soccer League, l'allora denominazione del livello di vertice del campionato giapponese di calcio, vincendo tre titoli di Campione del Giappone e due Coppe dell'Imperatore ottenendo anche due double al termine delle stagioni 1977 e 1979. Complessivamente, tra il 1976 e il 1982, gioca 88 incontri di campionato siglando 20 reti.

### Allenatore
Dopo essersi ritirato dal calcio giocato nel 1983, Ueda rimane nello staff tecnico del Fujita Kogyo fino al 1992, anno in cui alla squadra venne negato l'accesso alla neoistituita J1 League.
L'anno seguente entra a far parte dello staff tecnico della federazione calcistica del Giappone, ricoprendo vari incarichi tra i quali, tra il 1996 e il 1998, quello  di allenatore del centro nazionale della federazione.
All'inizio del 1999 accetta l'incarico di allenare il Bellmare Hiratsuka, rimanendo alla direzione della squadra fino a luglio di quell'anno, venendo contattato prima del termine dell'anno dalla federazione calcistica di Macao che gli offre l'incarico di commissario tecnico della nazionale maschile, ruolo che manterrà fino al maggio 2002.
Nell'agosto 2002 torna in patria, incaricato dalla federazione giapponese di allenare la nazionale femminile impegnata nella Coppa d'Asia di Thailandia 2003, torneo che determina anche l'accesso al Mondiale di USA 2003. La squadra, che raggiunge solo il quarto posto nel torneo continentale, riesce poi a qualificarsi superando ai play-off il Messico, tuttavia il percorso al Mondiale si conclude già alla fase a gironi, dove, iscritta nel gruppo C, riesce a vincere il solo incontro con l'Argentina venendo sconfitta sia dal Canada che dalla Germania che poi si aggiudicherà il torneo.
Nell'aprile 2004 dirige la squadra alle qualificazioni per l'olimpiade di Atene 2004, riuscendo ad accedere alla fase finale classificandosi prima al primo posto del gruppo C della zona asiatica, superando per 3-0 in semifinale le avversarie della Corea del Nord e perdendo la finale con la Cina per 1-0, risultato che comunque garantisce l'accesso al torneo. Il Giappone, inserito con Nigeria e Svezia nel gruppo E, pur con una vittoria, 1-0 sulle europee, e una sconfitta, 1-0 dalle africane, come le altre nazionali si classifica al terzo posto per peggiore differenza reti non riuscendo così a superare la fase a gironi.
Terminata l'esperienza olimpica, Ueda lascia la nazionale giapponese femminile per tornare ad una squadra di club, il Shonan Bellmare, del quale rimane sulla panchina dalle stagioni 2004 alla 2006, ritirandosi dall'allenamento al termine di quest'ultima.

## Statistiche

### Statistiche da allenatore

#### Panchine da commissario tecnico della nazionale giapponese femminile
| Cronologia completa delle presenze e delle reti in nazionale ― Giappone | Cronologia completa delle presenze e delle reti in nazionale ― Giappone | Cronologia completa delle presenze e delle reti in nazionale ― Giappone | Cronologia completa delle presenze e delle reti in nazionale ― Giappone | Cronologia completa delle presenze e delle reti in nazionale ― Giappone | Cronologia completa delle presenze e delle reti in nazionale ― Giappone | Cronologia completa delle presenze e delle reti in nazionale ― Giappone | Cronologia completa delle presenze e delle reti in nazionale ― Giappone |
| Data                                                                    | Città                                                                   | In casa                                                                 | Risultato                                                               | Ospiti                                                                  | Competizione                                                            | Reti                                                                    | Note                                                                    |
| ----------------------------------------------------------------------- | ----------------------------------------------------------------------- | ----------------------------------------------------------------------- | ----------------------------------------------------------------------- | ----------------------------------------------------------------------- | ----------------------------------------------------------------------- | ----------------------------------------------------------------------- | ----------------------------------------------------------------------- |
| 27-8-2002                                                               | Wuhan                                                                   | Cina                                                                    | 4 – 0                                                                   | Giappone                                                                | Tournament of 4 Nations                                                 | -                                                                       |                                                                         |
| 29-8-2002                                                               | Wuhan                                                                   | Giappone                                                                | 0 – 1                                                                   | Russia                                                                  | Tournament of 4 Nations                                                 | -                                                                       |                                                                         |
| 31-8-2002                                                               | Wuhan                                                                   | Giappone                                                                | 0 – 0                                                                   | Corea del Sud                                                           | Tournament of 4 Nations                                                 | -                                                                       |                                                                         |
| 2-10-2002                                                               | Pusan                                                                   | Giappone                                                                | 0 – 1                                                                   | Corea del Nord                                                          | Giochi asiatici                                                         | -                                                                       |                                                                         |
| 4-10-2002                                                               | Changwon                                                                | Giappone                                                                | 3 – 0                                                                   | Vietnam                                                                 | Giochi asiatici                                                         | -                                                                       |                                                                         |
| 7-10-2002                                                               | Masan                                                                   | Corea del Sud                                                           | 0 – 1                                                                   | Giappone                                                                | Giochi asiatici                                                         | -                                                                       |                                                                         |
| 9-10-2002                                                               | Changwon                                                                | Giappone                                                                | 2 – 2                                                                   | Cina                                                                    | Giochi asiatici                                                         | -                                                                       |                                                                         |
| 11-10-2002                                                              | Masan                                                                   | Giappone                                                                | 2 – 0                                                                   | Taipei cinese                                                           | Giochi asiatici                                                         | -                                                                       |                                                                         |
| 12-1-2003                                                               | San Diego                                                               | Stati Uniti                                                             | 0 – 0                                                                   | Giappone                                                                | Amichevole                                                              | -                                                                       |                                                                         |
| 19-3-2003                                                               | Bangkok                                                                 | Thailandia                                                              | 0 – 9                                                                   | Giappone                                                                | Amichevole                                                              | -                                                                       |                                                                         |
| 9-6-2003                                                                | Bangkok                                                                 | Giappone                                                                | 15 – 0                                                                  | Filippine                                                               | Coppa d'Asia 2003                                                       | -                                                                       |                                                                         |
| 11-6-2003                                                               | Bangkok                                                                 | Giappone                                                                | 7 – 0                                                                   | Guam                                                                    | Coppa d'Asia 2003                                                       | -                                                                       |                                                                         |
| 13-6-2003                                                               | Bangkok                                                                 | Giappone                                                                | 7 – 0                                                                   | Birmania                                                                | Coppa d'Asia 2003                                                       | -                                                                       |                                                                         |
| 15-6-2003                                                               | Bangkok                                                                 | Giappone                                                                | 5 – 0                                                                   | Taipei cinese                                                           | Coppa d'Asia 2003                                                       | -                                                                       |                                                                         |
| 19-6-2003                                                               | Bangkok                                                                 | Giappone                                                                | 0 – 3                                                                   | Corea del Nord                                                          | Coppa d'Asia 2003                                                       | -                                                                       |                                                                         |
| 21-6-2003                                                               | Bangkok                                                                 | Giappone                                                                | 0 – 1                                                                   | Corea del Sud                                                           | Coppa d'Asia 2003                                                       | -                                                                       |                                                                         |
| 5-7-2003                                                                | Città del Messico                                                       | Messico                                                                 | 2 – 2                                                                   | Giappone                                                                | Qual. Mondiali 2003                                                     | -                                                                       |                                                                         |
| 12-7-2003                                                               | Tokyo                                                                   | Giappone                                                                | 2 – 0                                                                   | Messico                                                                 | Qual. Mondiali 2003                                                     | -                                                                       |                                                                         |
| 22-7-2003                                                               | Sendai                                                                  | Giappone                                                                | 5 – 0                                                                   | Corea del Sud                                                           | Tournament of 3 Nations                                                 | -                                                                       |                                                                         |
| 27-7-2003                                                               | Sendai                                                                  | Giappone                                                                | 0 – 0                                                                   | Australia                                                               | Tournament of 3 Nations                                                 | -                                                                       |                                                                         |
| 21-9-2003                                                               | Columbus                                                                | Giappone                                                                | 6 – 0                                                                   | Argentina                                                               | Mondiali 2003                                                           | -                                                                       |                                                                         |
| 25-9-2003                                                               | Columbus                                                                | Giappone                                                                | 0 – 3                                                                   | Germania                                                                | Mondiali 2003                                                           | -                                                                       |                                                                         |
| 27-9-2003                                                               | Boston                                                                  | Giappone                                                                | 1 – 3                                                                   | Canada                                                                  | Mondiali 2003                                                           | -                                                                       |                                                                         |
| 18-4-2004                                                               | Tokyo                                                                   | Giappone                                                                | 7 – 0                                                                   | Vietnam                                                                 | Qual. Olimpiadi                                                         | -                                                                       |                                                                         |
| 22-4-2004                                                               | Tokyo                                                                   | Giappone                                                                | 6 – 0                                                                   | Thailandia                                                              | Qual. Olimpiadi                                                         | -                                                                       |                                                                         |
| 24-4-2004                                                               | Tokyo                                                                   | Giappone                                                                | 3 – 0                                                                   | Corea del Nord                                                          | Qual. Olimpiadi                                                         | -                                                                       |                                                                         |
| 26-4-2004                                                               | Hiroshima                                                               | Giappone                                                                | 0 – 1                                                                   | Cina                                                                    | Qual. Olimpiadi                                                         | -                                                                       |                                                                         |
| 6-6-2004                                                                | Louisville                                                              | Stati Uniti                                                             | 1 – 1                                                                   | Giappone                                                                | Amichevole                                                              | -                                                                       |                                                                         |
| 30-7-2004                                                               | Tokyo                                                                   | Giappone                                                                | 3 – 0                                                                   | Canada                                                                  | Amichevole                                                              | -                                                                       |                                                                         |
| 6-8-2004                                                                | Zeist                                                                   | Paesi Bassi                                                             | 0 – 2                                                                   | Giappone                                                                | Amichevole                                                              | -                                                                       |                                                                         |
| 11-8-2004                                                               | Volo                                                                    | Giappone                                                                | 1 – 0                                                                   | Svezia                                                                  | Olimpiadi 2004                                                          | -                                                                       |                                                                         |
| 14-8-2004                                                               | Atene                                                                   | Giappone                                                                | 0 – 1                                                                   | Nigeria                                                                 | Olimpiadi 2004                                                          | -                                                                       |                                                                         |
| 20-8-2004                                                               | Salonicco                                                               | Giappone                                                                | 1 – 2                                                                   | Stati Uniti                                                             | Olimpiadi 2004                                                          | -                                                                       |                                                                         |
| Totale                                                                  |                                                                         | Presenze                                                                | 33                                                                      |                                                                         | Reti                                                                    | 17                                                                      |                                                                         |

## Palmarès

### Calciatore
- Campionato giapponese: 3

Fujita Kogyo: 1977, 1979, 1981
- Coppa del Giappone: 3

Fujita Kogyo: 1977, 1979